# Syömäjärvi
Syömäjärvi är en sjö i kommunen Jockas i landskapet Södra Savolax i Finland. Arean är 43 hektar och strandlinjen är 6 kilometer lång. Sjön  ingår i Vuoksens huvudavrinningsområde.   Den ligger omkring 28 kilometer öster om S:t Michel och omkring 230 kilometer nordöst om Helsingfors. 